# Carapelle
Carapelle község (comune) Olaszország Puglia régiójában, Foggia megyében.

## Fekvése
Foggiától délkeletre a Tavoliere delle Puglien fekszik.

## Története
Carapelle egyike Puglia legfiatalabb településeinek. 1774-ben alapították IV. Ferdinánd nápolyi király parancsára. Hozzátartozott Orta Nova is, mely 1958-ban önálló községgé vált.

## Népessége
A lakosság számának alakulása:

## Főbb látnivalói
- San Giuseppe-templom
- Maria Santissima del Rosario-templom